# Wodzisław Śląski
Wodzisław Śląski (en silésien : Władźisłůw ; en allemand : Loslau) est une ville de Pologne qui compte 51 835 habitants (au 1er janvier 2005). C'est le chef-lieu de district (powiat) de la voïvodie de Silésie.
La ville est située en Haute-Silésie, à la porte de la Barrière de Moravie, près de la frontière avec la République tchèque. Elle est au carrefour des cultures polonaise, tchèque, morave et germanique. Elle est un nœud important sur le réseau routier et sur le réseau ferroviaire. Elle est située à 45 km de l’aéroport d’Ostrava et à 90 km de l’aéroport de Katowice.

## Histoire
De 1818 à 1922, Loslau fait partie de l'arrondissement de Rybnik dans le district d'Oppeln au sein la province de Silésie

## Routes
- Autoroute A1

## Tourisme
- Dans la ville historique :

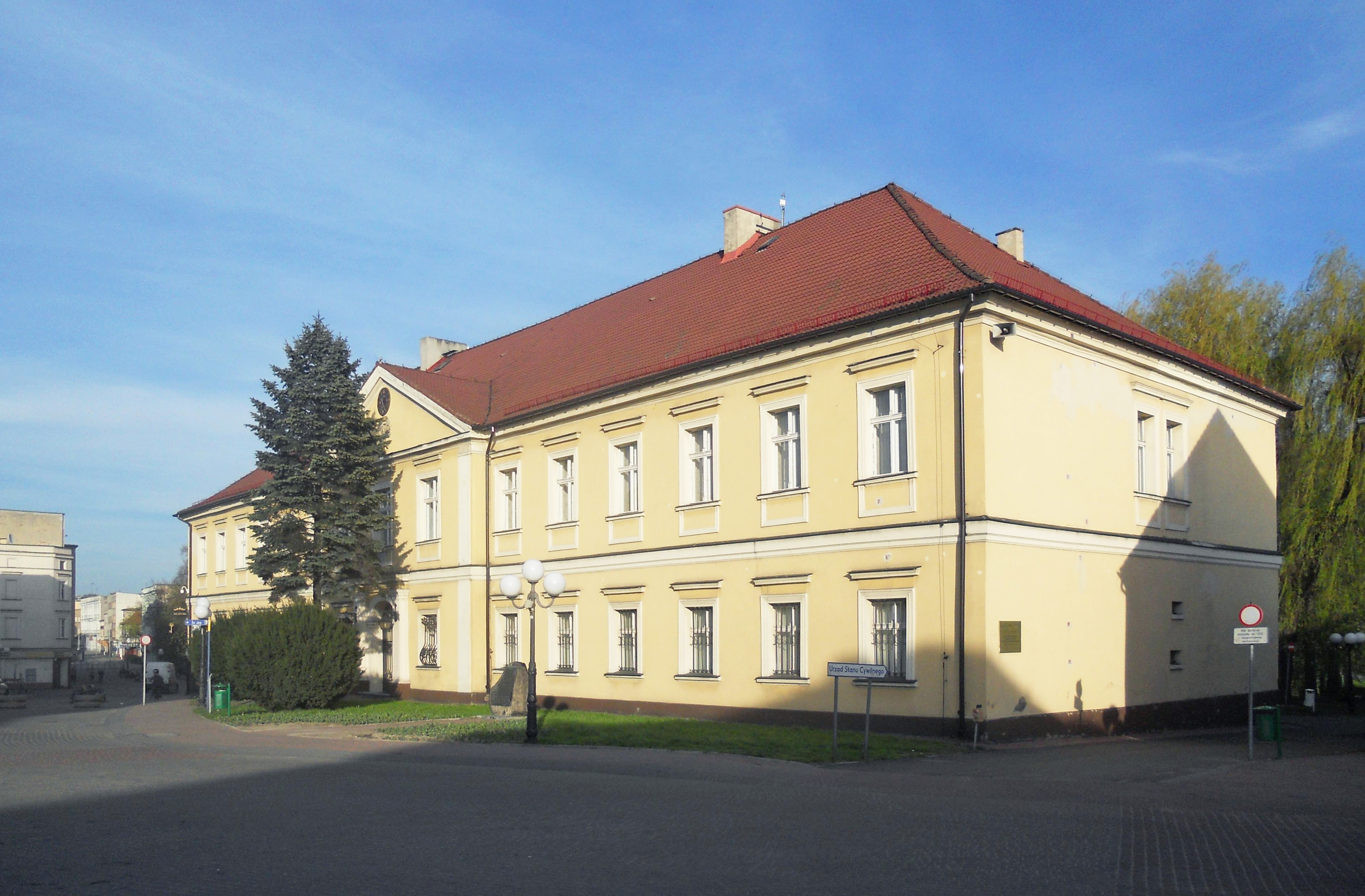
Palace Dietrichstein

  - Église de l’Assomption de Notre-Dame (fondée en 1909, en style neogothique)
  - Église Sainte Trinité (gothique) fondée en 1257
  - Monastère fondé en XVIe siècle
  - Palais Dietrichstein (fondé en 1745)
  - Palais Kokoszyce (fondé en 1822)

## Sport
Wodzisław possède un club de football : le Odra Wodzisław.

## Jumelages
| - Gladbeck (Allemagne) - Alanya (Turquie) | - Sallaumines (France) - Karviná (Tchéquie) |